# گوگوله ویلکیه
گوگوله ویلکیه (به لاتین: Gogole Wielkie) یک روستا در لهستان است که در گمینا گوومین-اوشرودک واقع شده‌است.